# Geordie Shore/Staffel 2
Die zweite Staffel von Geordie Shore, eine britische Reality-TV-Serie findet wieder in Newcastle upon Tyne statt, jedoch in einer anderen Location. Ihre Erstausstrahlung begann am 31. Januar 2012 bei MTV. Die beiden neuen Geordies sind Ricci und Rebecca. Im Fokus der Staffel steht die bröckelnde Beziehung zwischen Sophie und ihrem Freund Joel, welche sie im Verlauf der Serie beendet. Vicky muss sich zwischen ihrem Freund Dan und dem Neuling Ricci entscheiden. Sie wählt schließlich Ricci. Charlotte hat genug von Gaz' Mädels und Holly beginnt eine Affäre mit James. Im Sommer 2012 wurde Staffel 3 ausgestrahlt.
| Bewohner  | Staffel 2 | Staffel 2 | Staffel 2 | Staffel 2 | Staffel 2 | Staffel 2 | Staffel 2 | Staffel 2 |
| Bewohner  | 1         | 2         | 3         | 4         | 5         | 6         | 7         | 8         |
| Charlotte |           |           |           |           |           |           |           |           |
| Gaz       |           |           |           |           |           |           |           |           |
| Holly     |           |           |           |           |           |           |           |           |
| James     |           |           |           |           |           |           |           |           |
| Jay       |           |           |           |           |           |           |           |           |
| Rebecca   |           |           |           |           |           |           |           |           |
| Ricci     |           |           |           |           |           |           |           |           |
| Sophie    |           |           |           |           |           |           |           |           |
| Vicky     |           |           |           |           |           |           |           |           |
| --------- | --------- | --------- | --------- | --------- | --------- | --------- | --------- | --------- |

Legende
| No. in Serie | No. in Staffel | Erstausstrahlung (UK) | Dauer   | Einschaltquoten (UK) | Zusammenfassung |
| ------------ | -------------- | --------------------- | ------- | -------------------- | --- |
| 9            | 1              | 31. Januar 2012       | 60 Min. | 499.000              | Die Geordie-Shore-Familie kommt wieder zusammen. Greg kommt nicht zurück, dafür zieht der gut aussehende Ricci ein, der sofort Vicky den Kopf verdreht. Im neuen Haus wundern sich alle über das neunte Bett und hoffen, dass nicht noch ein Mädel einzieht. Dann steht Rebecca vor der Tür und der Zickenkrieg bricht los. |
| 10           | 2              | 7. Februar 2012       | 60 Min. | 576.000              | Charlotte ist wegen Gaz immer mieser drauf und macht sich zum Affen, weil sie sie sich deshalb permanent zulaufen lässt. Ricci und Vicky nähern sich an. Alle wollen, dass James endlich mal ein Mädel ins Bett kriegt und helfen ihm dabei, indem sie irgendwelche Tussis zum Essen einladen, die sich dann aber mehr für Gaz interessieren. Holly würde sofort mit James ins Bett, aber er will sie nicht. Darum macht sie mit seinem Kumpel Ben rum. Die Crew muss bei Sophies Vater im Restaurant aushelfen, und Rebecca ist sauer, weil Jays ehemalige Flamme Amanda zum Essen kommt, und Jay mit ihr redet. Zum Schluss prügeln sich Jay und Gaz fast wegen Rebecca. |
| 11           | 3              | 14. Februar 2012      | 60 Min. | 538.000              | Vicky hat ein schlechtes Gewissen, weil sie ihren Freund mit Ricci betrügt. James reißt endlich ein Mädel auf und hat Sex mit ihr. Rebecca und Jay zoffen sich, weil sie keinen Sex mit ihm will. Holly und Vicky besorgen Geburtstagsgeschenke für Sophie, und als sie wieder ins Haus kommen, ist Vickys Freund Dan auf einmal da. Ricci besäuft sich total. Schließlich sagt Vicky Dan, was mit Ricci ist (eine verschönte Wahrheit), er reagiert cool. Sie haben Sex. Sophie hat Geburtstag, alle gehen feiern. |
| 12           | 4              | 21. Februar 2012      | 60. Min | 596.000              | James setzt seine Glückssträhne bei den Damen weiter fort, anders als die unglücklich verliebte Sophie, die für blöd verkauft wird. Gaz überzeugt Charlotte zurück zu kommen … aber hat sie es geschafft, über ihn hinwegzukommen, wie sie es sich erhofft hatte? |
| 13           | 5              | 28. Februar 2012      | 60 Min. | 652.000              | Sophie freut sich auf einen Besuch von ihrem Freund Joel, aber es läuft nicht ganz so, wie sie sich das vorgestellt hat. Sie streiten sich, und Sophie macht Schluss. Vicky hat Geburtstag, und Ricci nutzt die Gelegenheit, um ihr zu zeigen, wie sehr er sie mag. Geht sein Plan, sie zu erobern, auf? |
| 14           | 6              | 6. März 2012          | 60 Min. | 686.000              | Ricci und Gaz werden von Anna nach Hause geschickt wegen des Streits an Vickys Geburtstag. Sophie und Joel vertragen sich wieder, was Vicky nicht so toll findet. Holly besäuft sich extrem und kotzt in ihr Bett. Die ganze Crew macht eine Radtour, um ihren Kater zu bekämpfen. Vicky, Charlotte und Sophie gehen zu einer Hellseherin, um sie zu ihren Beziehungen zu befragen. Die Mädels fahren nach Leeds, machen eine Darmspülung und gehen feiern. Rebecca ist mit den Nerven am Ende, weil sie von den anderen Mädels (außer Holly) ignoriert wird. |
| 15           | 7              | 13. März 2012         | 60 Min. | 679.000              | Die Flitterwochen sind vorbei als Vicky und Ricci sich trennen. Rebecca deckt ihren geheimen Partytrick auf, zur besonderen Freude von Jay, während Gaz mit Charlotte ins Reine kommt. Reine verrückte Zuneigung! |
| 16           | 8              | 20. März              | 60 Min. | 711.000              | Nach einem großen Streit hängt immer noch der Haussegen schief, und die Jungs und Mädels von ‚Geordie Shore‘ gehen erst mal getrennte Wege. Weil der Auszug aber kurz bevorsteht, geben sich alle einen Ruck und versöhnen sich wieder, und es gibt ‚ne große Abschiedsparty. |